# Аманабад (дегестан)
Аманабад (перс. امان آباد) — дегестан в Ірані, в Центральному бахші, в шагрестані Ерак остану Марказі. За даними перепису 2006 року, його населення становило 4682 особи, які проживали у складі 1412 сімей.

## Населені пункти
До складу дегестану входять такі населені пункти:
- Аманабад
- Анджірак
- Анджудан
- Гасанабад
- Ґілі
- Джамальке
- Залу
- Карвансара
- Кударз
- Рудбаран
- Саварабад
- Сак